# Hochgolling
A Hochgolling (2863 m) a Keleti-Alpok egyik csúcsa. Ausztriában található, Salzburg és Stájerország határán, közel a Schladming sípályához. Ez az Alacsony-Tauern legmagasabb hegycsúcsa.
A hegy viszonylag alacsony az alpesi szabványokhoz képest, de még így is magasabb összes szomszédjánál. A csúcsról egy hosszú gerinc lejt dél felé, mely a Göriach- és a Lessach-völgyet választja el egymástól. Északi fala csaknem 1200 m magas, míg a többi fala sokkal kíméletesebb.

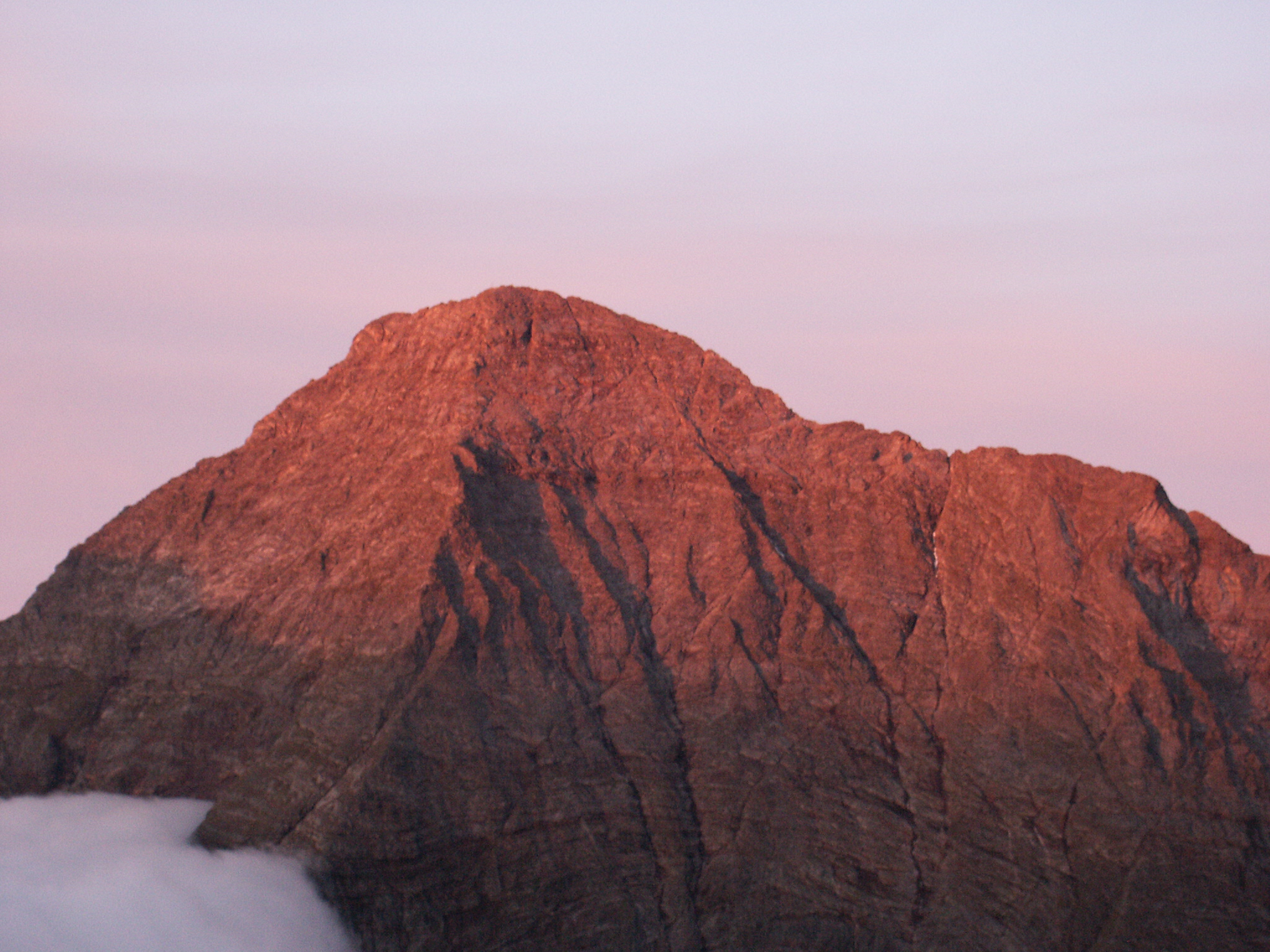
Hochgolling

Tiszta időben a csúcs gyönyörű kilátást nyújt a hatalmas Magas-Tauern jeges csúcsaira, a Júliai-Alpokra, valamint délre a Kamniki-Alpok és a Karavankák láthatók.
A hegycsúcs meghódítására az északi oldalról van lehetőség, melynek elején gyönyörű zöld fű, patakok és tarka hegyek vesznek körül. A parkolóból kb. 2-3 óra gyaloglás a Gollinghütteig (1642 m), ahol lehetőség van éjszakázásra. Innen még kb. 4-5 óra a csúcs. Pár óra gyaloglás után elérjük Gollingwickelt. Csodálatos hely: zöld fű, égbe törő sziklatornyok, legelésző állatok. Innen már csak 3 óra a csúcs. A hágóra érve két út közül lehet választani: 
- Nordwestgrad: Északnyugati gerincen halad végig. Határozott mozgáskoordinációt és szédülésmentességet igényel. Az út nagyrészt UIAA II nehézségű, de helyenként akár UIAA III is lehet, ami már komoly kapaszkodást igényel.
- Normalanstieg vagy Historischer Weg (Történelmi út): Az út nehézsége UIAA I, amely nem túl nehéz, viszont magashegyi tapasztalatot igényel.

A csúcsot vaskereszt jelöli. Itt kitárulkozik előttünk a gyönyörű kilátás.

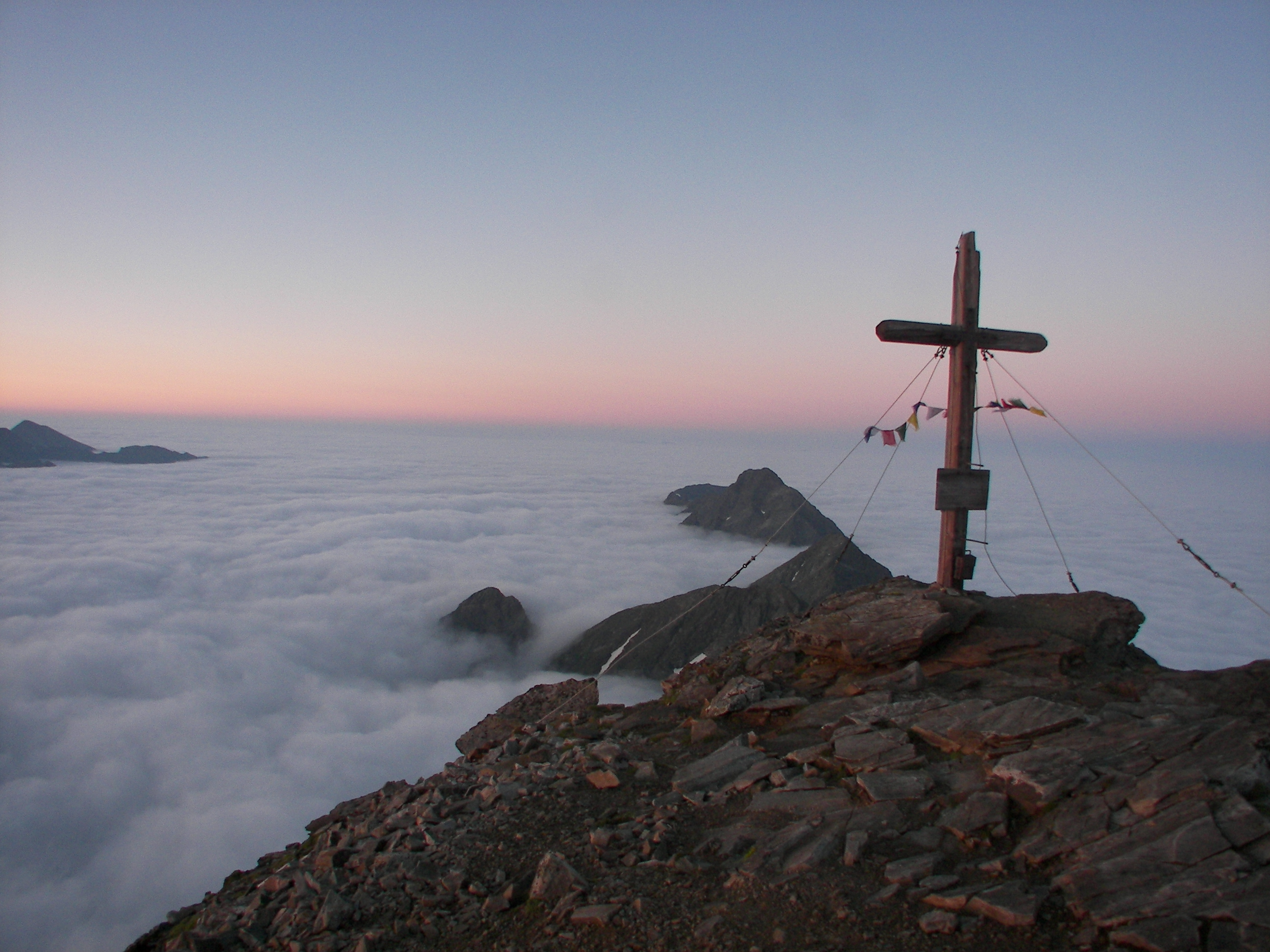
A csúcs tetején lévő kereszt

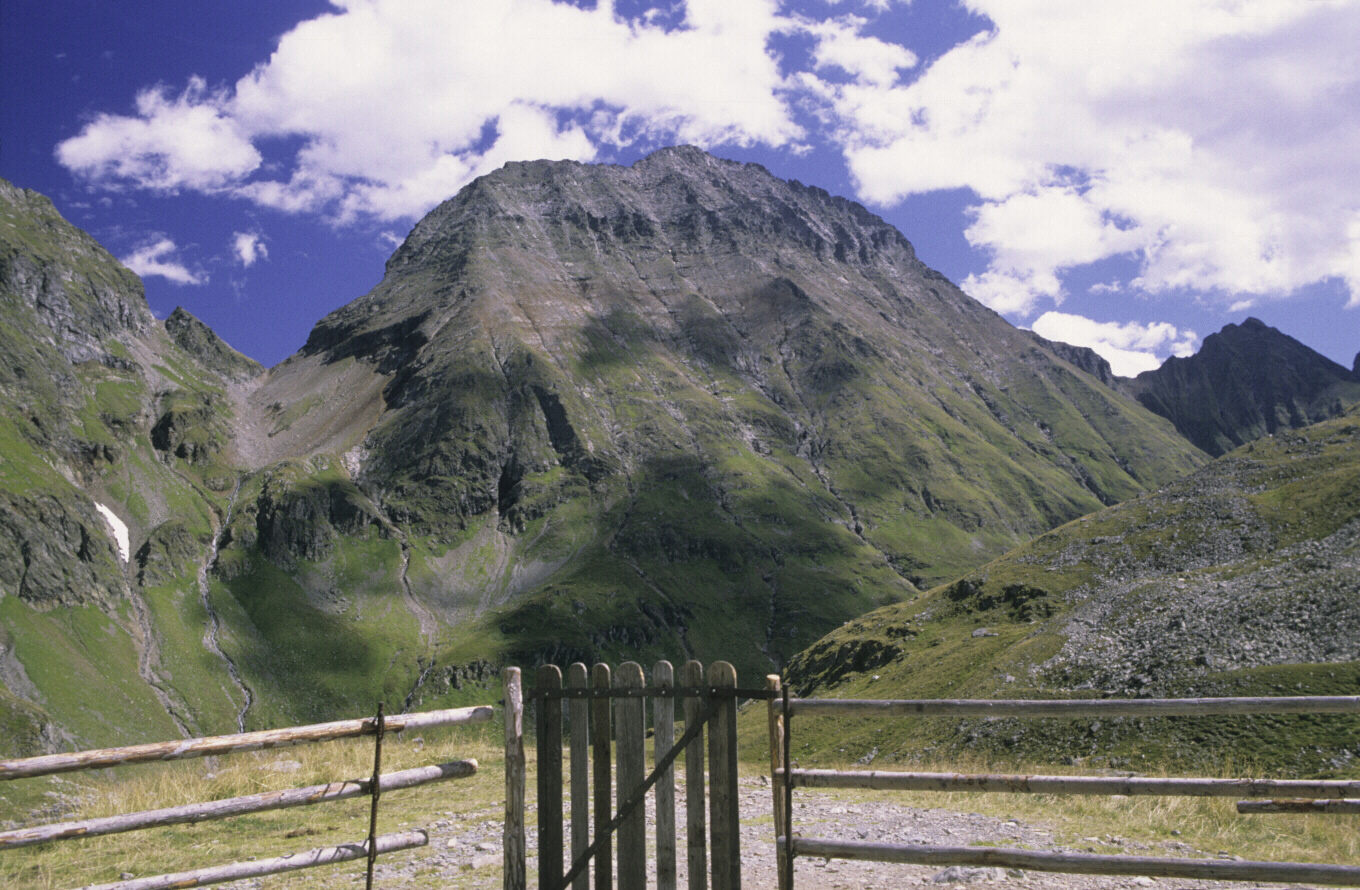
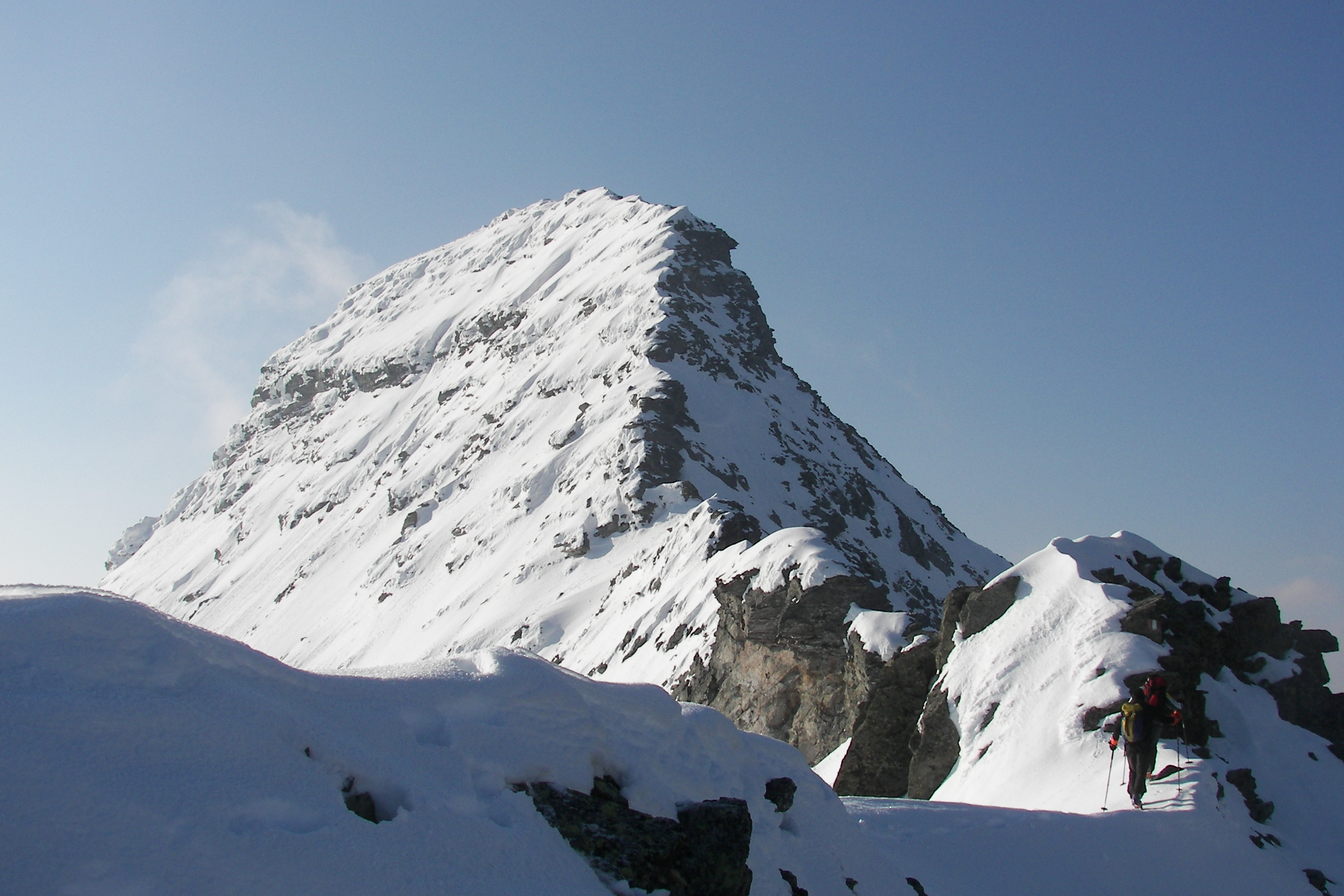
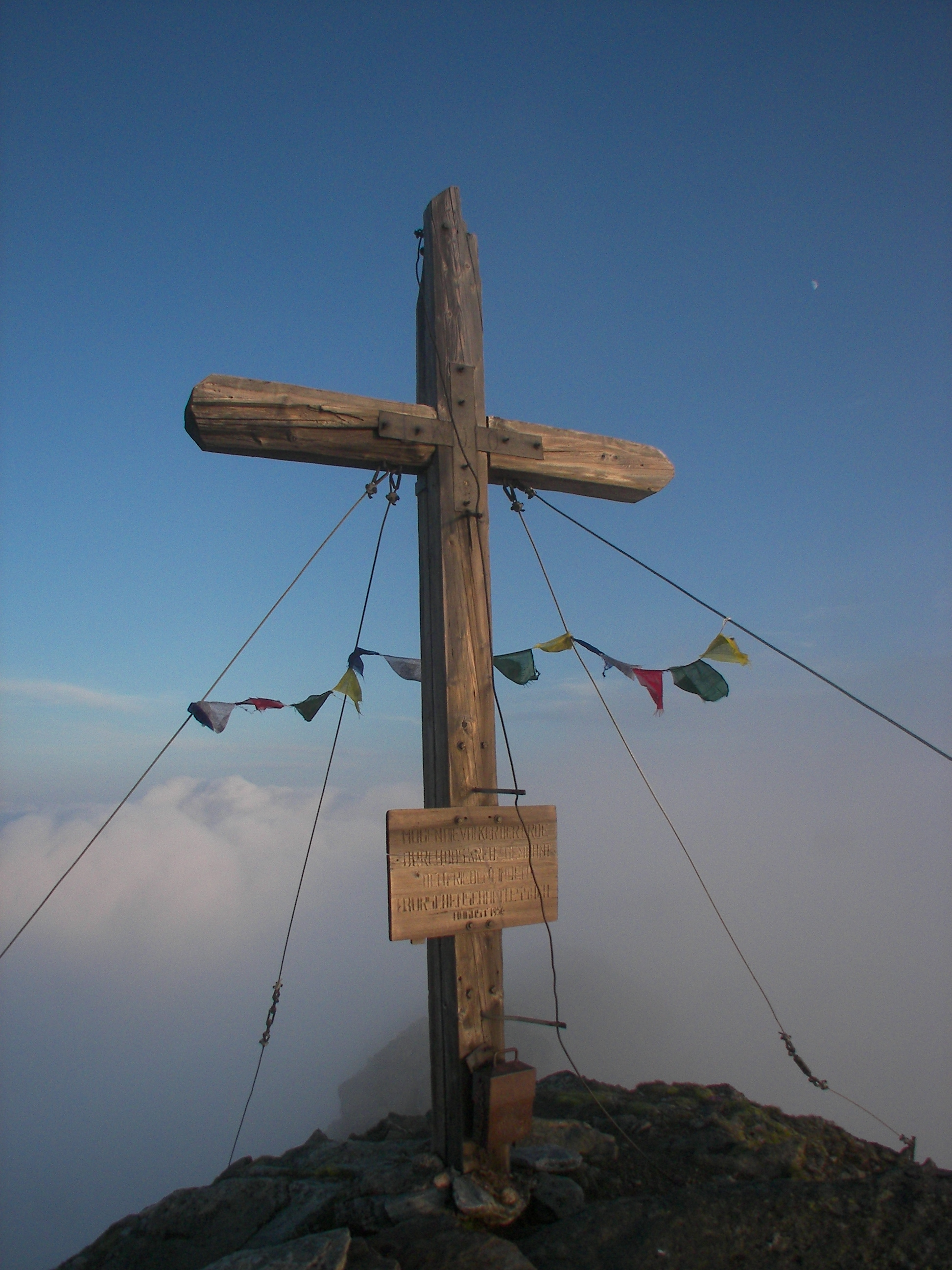
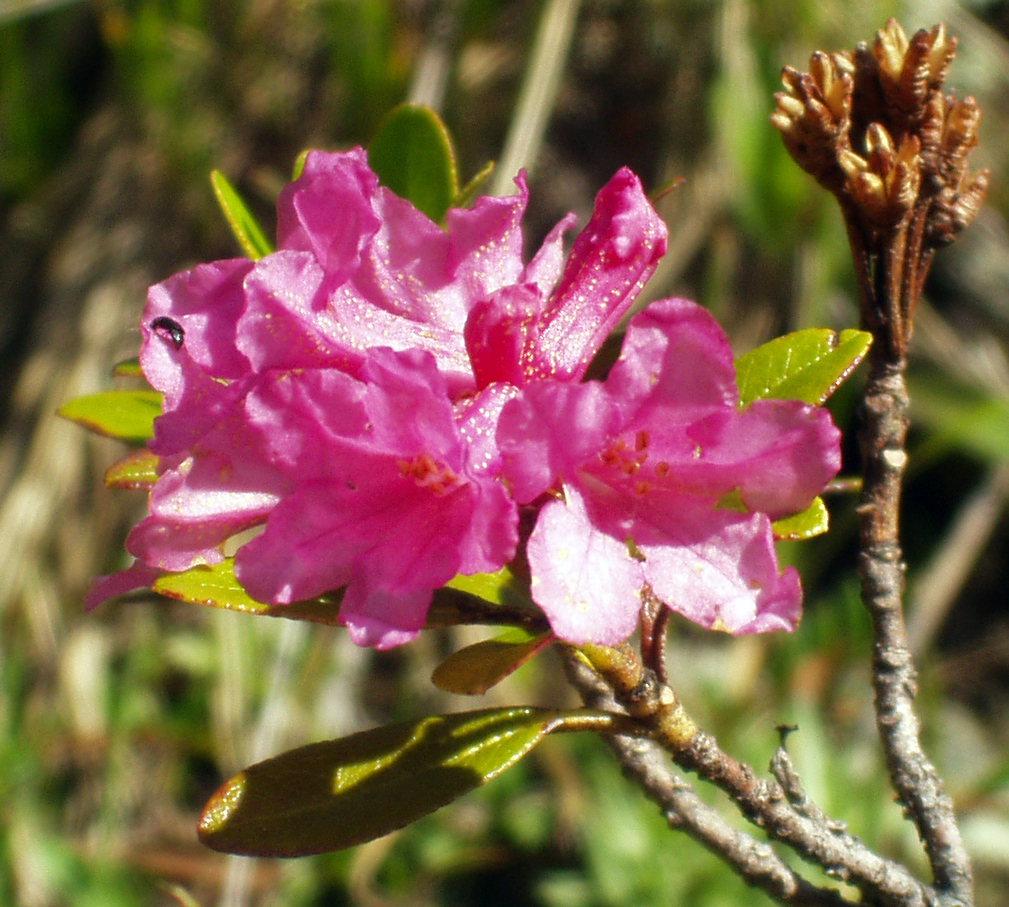
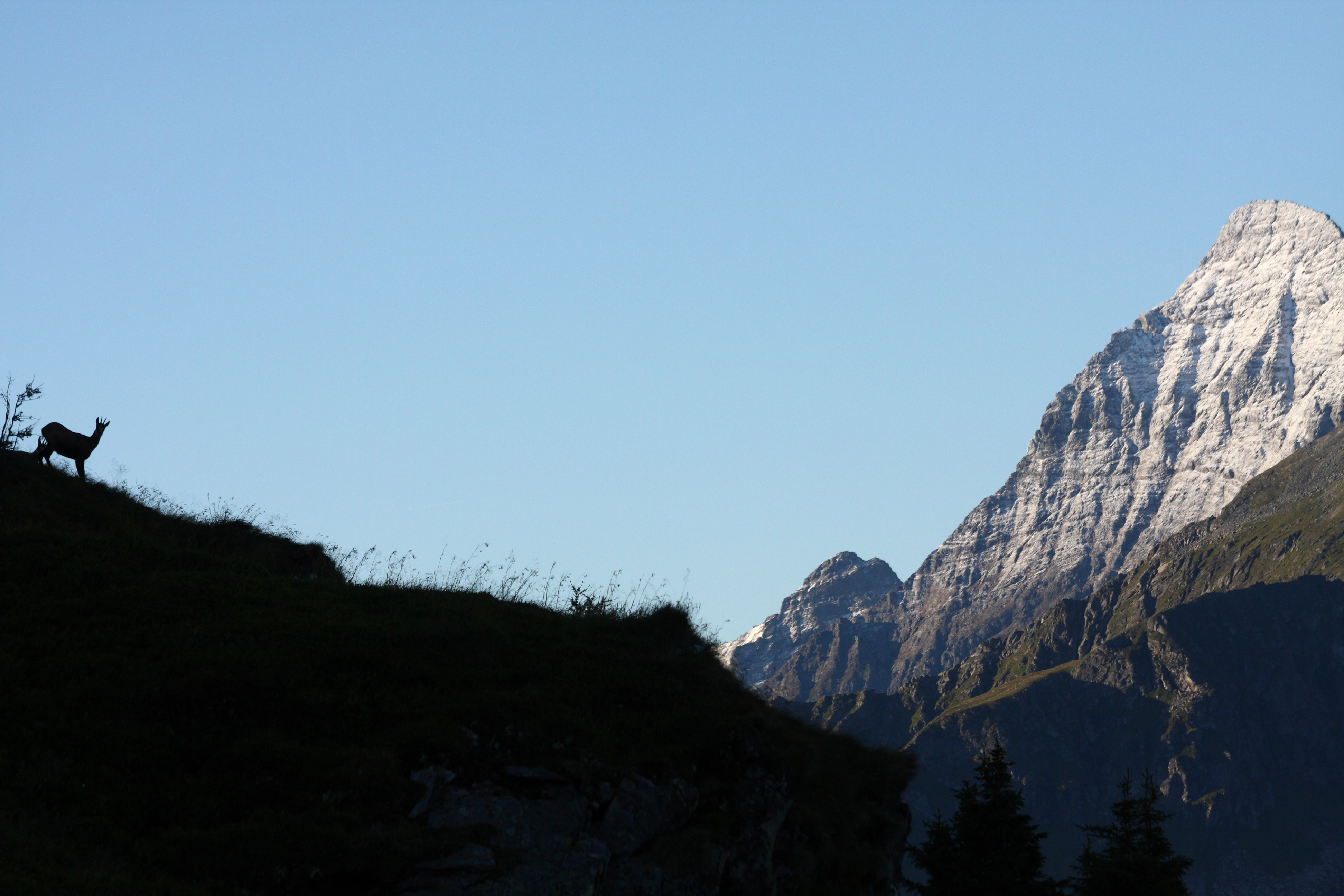